# Muzeul Brücke din Berlin

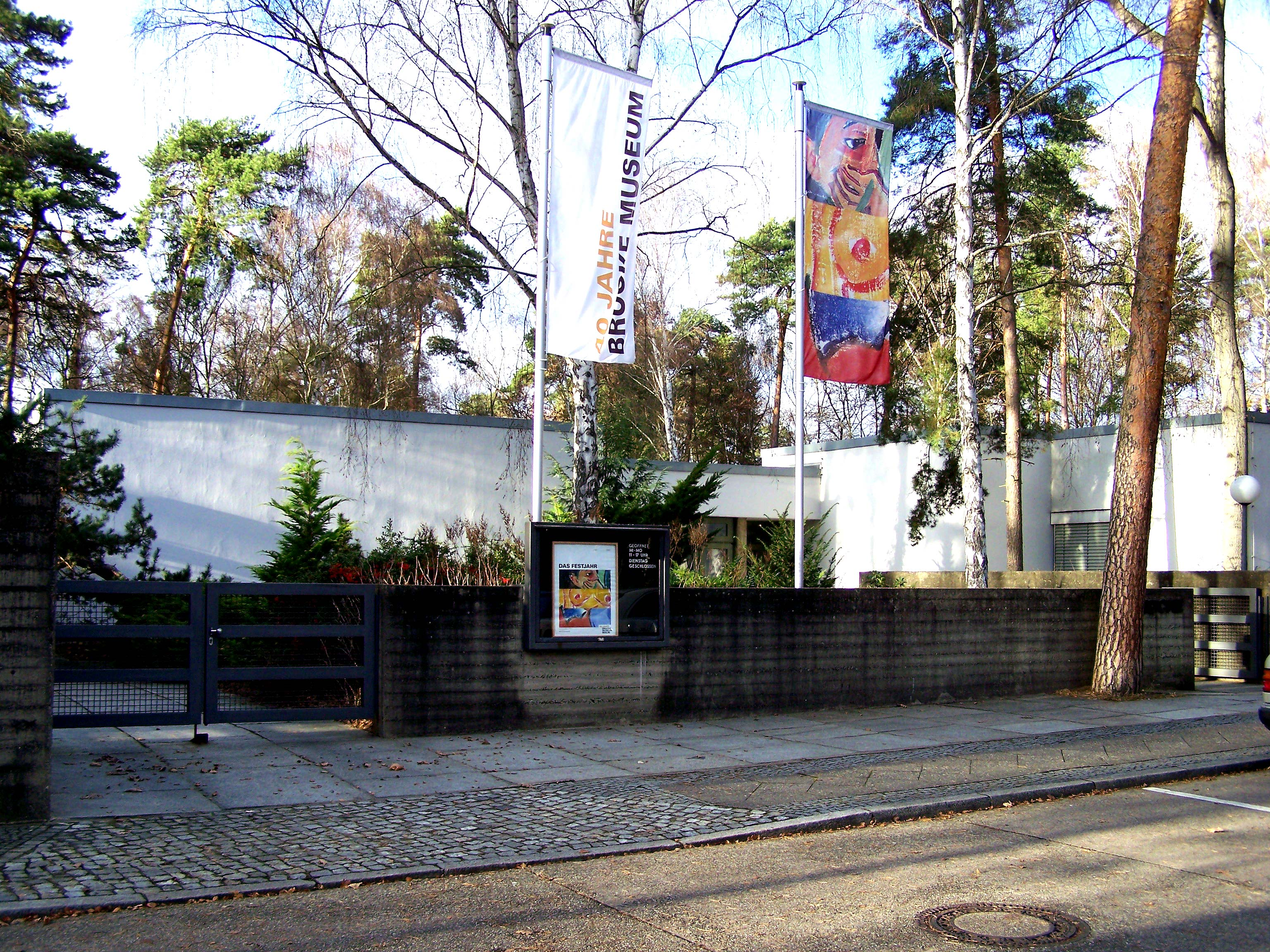
Muzeul Brücke – Brücke Museum din Berlin

Muzeul Brücke (în original, în germană Brücke Museum – Brücke Museum este un muzeu din Berlin, care găzduiește cea mai mare coleție de lucrări a membrilor grupului și mișcării artistice Die Brücke (Podul), o mișcare artistică expresionistă germană timpurie a secolului al XX-lea.

## Origini

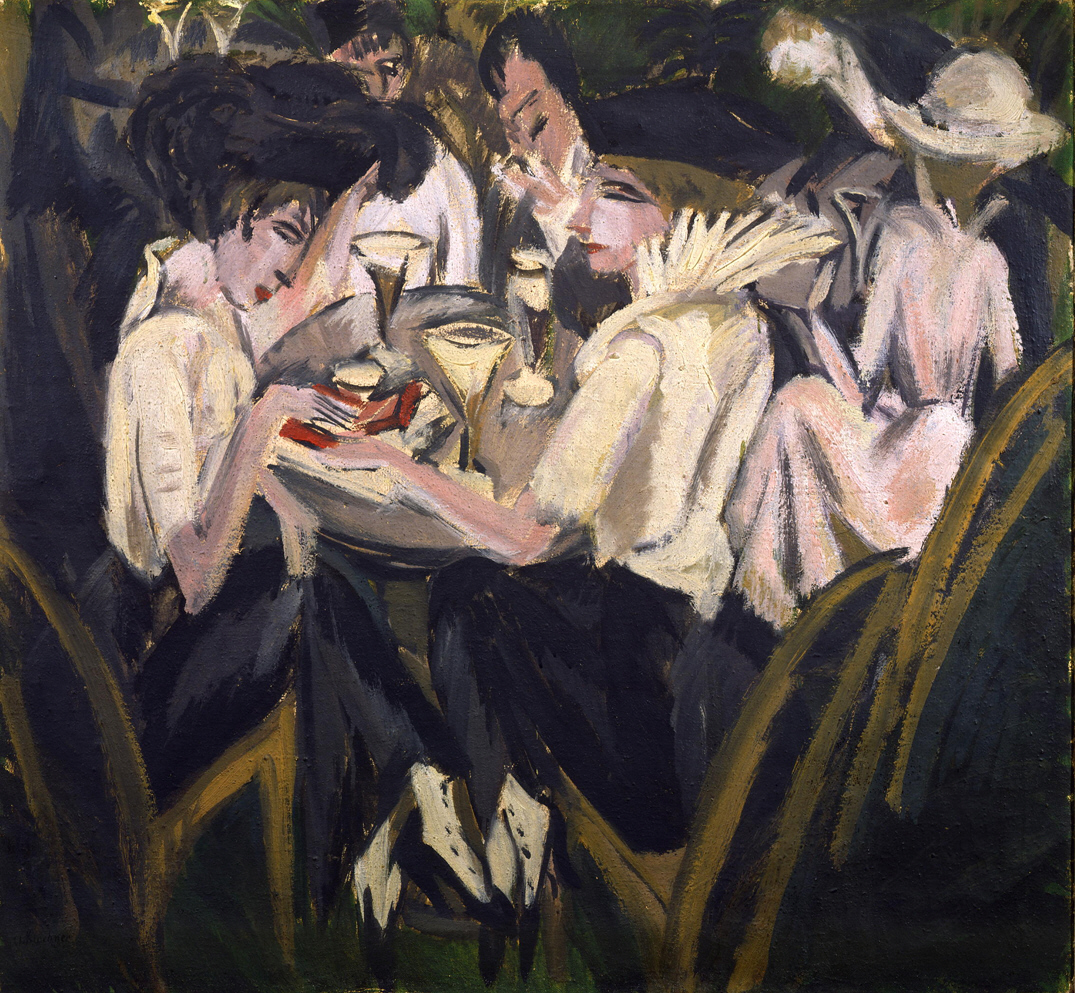
Ernst Ludwig Kirchner – În grădina cafenelei - Im Cafégarten, 1914

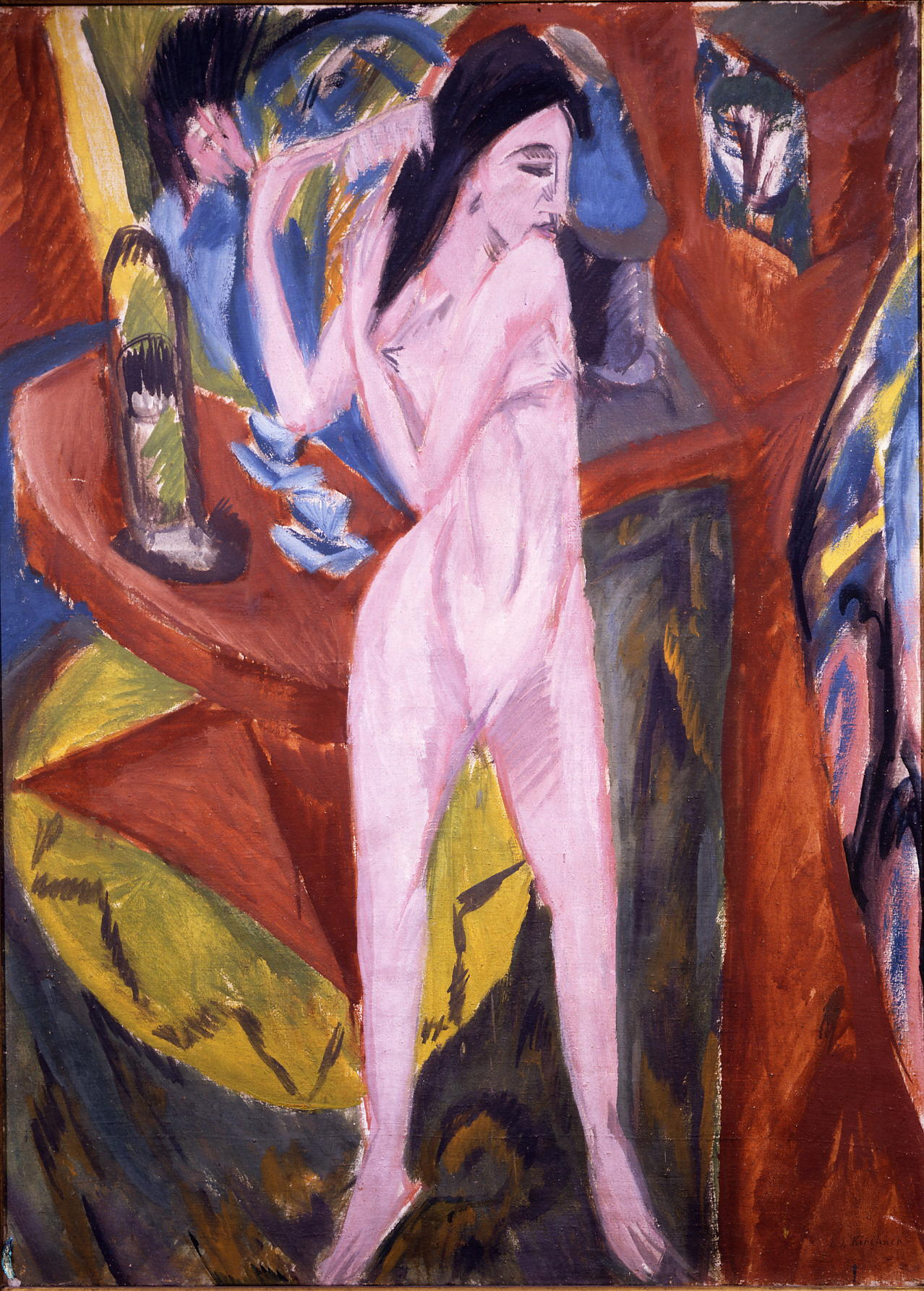
Ernst Ludwig Kirchner – Nud pieptănându-și părul - Sich kämmender Akt, 1913

Deschis în 1967, muzeul cuprinde aproximativ 400 de picturi și sculpturi și câteva mii de desene, acuarele și imprimeuri ale membrilor grupării „Die Brücke”, mișcarea fondată în 1905 în Dresda.
Colecția include donația pictorului Karl Schmidt-Rottluff, din 1964, către statul-oraș Berlin, donație care a inițiat ideea realizării muzeului și o altă donație, ulterioară, a lui Erich Heckel, cu lucrări importante din primii ani ai mișcării.

## Locație
Muzeul este situat într-un cadru natural idilic în Dahlem, nu departe de fostul atelier al sculptorului Arno Breker. Curatorii muzeului efectuează permanent cercetări asupra lucrărilor membrilor fondatori ai mișcării, a mediului în care au lucrat acei artiști vizuali și a contemporanilor lor de la începutul secolului al XX-lea.
Muzeul prezintă atât o selecție în continuă schimbare a propriilor lucrări, cât și frecvente expoziții speciale cu lucrări împrumutate.